# Eugène Boudin
Eugène Boudin (Honfleur,12 de Julho de 1824 - Deauville, 8 de Agosto de 1898) foi marinheiro e um dos mais notáveis pintores precursores do Impressionismo, ao tentar expor nas suas telas, variações da atmosfera, jogos de luz e cor e a fluidez dos horizontes no mar.

## Biografia
No seio de uma modesta família de marinheiros, Eugène Boudin nasceu em Honfleur, pequeno porto de pescadores da Normandia, no norte da França.
Estudou alguns anos em Paris com uma bolsa obtida em 1851, antes de se recolher às regiões do litoral francês, em Le Havre, Honfleur ou Trouville, onde veio a se inspirar. Em 1865, ao conhecer os óleos e pastéis de Boudin, Baudelaire escreveu, a respeito do artista, frases que mais tarde poderiam ser aplicadas aos impressionistas.
Iniciador de Monet, ainda adolescente quando os dois se encontraram em 1858, Boudin foi marcado pelas suas relações com Johan Jongkind, Jean-François Millet e Jean-Baptiste Camille Corot. Este último costumava chamá-lo de "rei dos céus" pelo tratamento pitórico que dava às nuvens, as nuances de azul e o reflexo que esses fenómenos produziam nas paisagens.
A crescente reputação de Boudin permitiu-lhe viajar bastante na década de 1870. Ele visitou a Bélgica, Países Baixos e o sul da França. Entre  1892-1895 fez viagens frequentes para Veneza. Ele continuou a expor na Salões de Paris, recebendo uma medalha de terceiro lugar no Salão de Paris de 1881, e uma medalha de ouro na Exposição Universal de 1889. Em 1892 Boudin foi feito Cavaleiro da Legião de Honra, um reconhecimento por seus talentos e influência sobre a arte de seus contemporâneos.
O Museu Nacional de Belas Artes do Rio de Janeiro possui em seu acervo vinte quadros de Boudin. Constitui o maior conjunto de obras pertencente a uma instituição pública fora da França. A coleção abarca toda a trajetória artística do pintor, expressando a sua evolução pois corresponde a mais de trinta e cinco anos de produção, desde seus primeiros quadros, amadurecimento e apogeu. O precioso conjunto mostra ainda a temática preferida do artista - paisagens do mar, portos e embarcações, rios e suas margens, campos com animais. Destaca-se o quadro intitulado Lavadeiras nas Margens do Rio Touques, um dos melhores trabalhos de Boudin, verdadeira e encantadora obra prima.
Adquiridas em Paris pelos barões de São Joaquim, José Francisco Bernardes e sua mulher, da aristocracia brasileira ligada ao café, as telas foram por eles doadas ao Museu no ano de 1922.

## Morte
Eugène Boudin morreu em Deauville, próximo de sua aldeia natal, a 8 de Agosto de 1898.

## Galeria

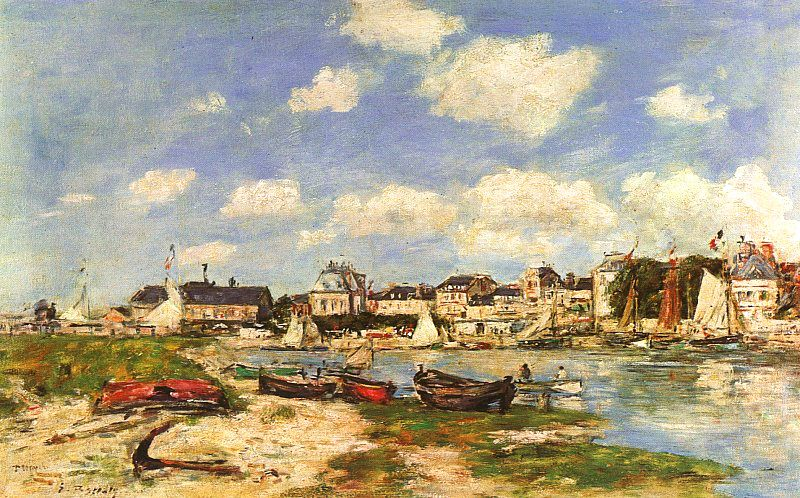
Trouville, 1864
The Beach at Villerville, 1864. Oil on canvas. National Gallery of Art, Washington DC. (Zoomview).
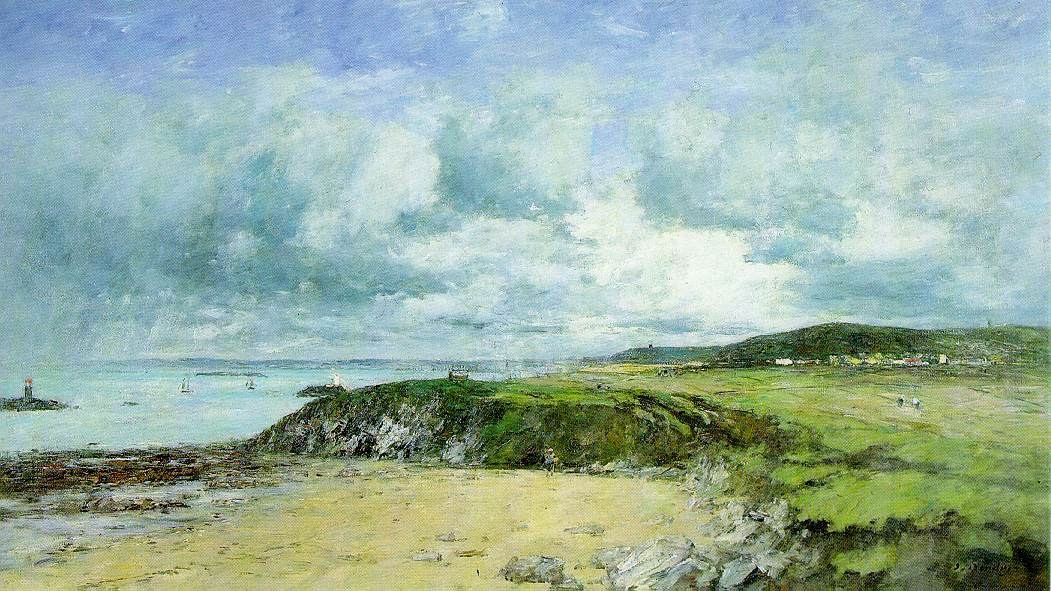
Rivage de Pontrieux, Cotes-du-Nord, 1874
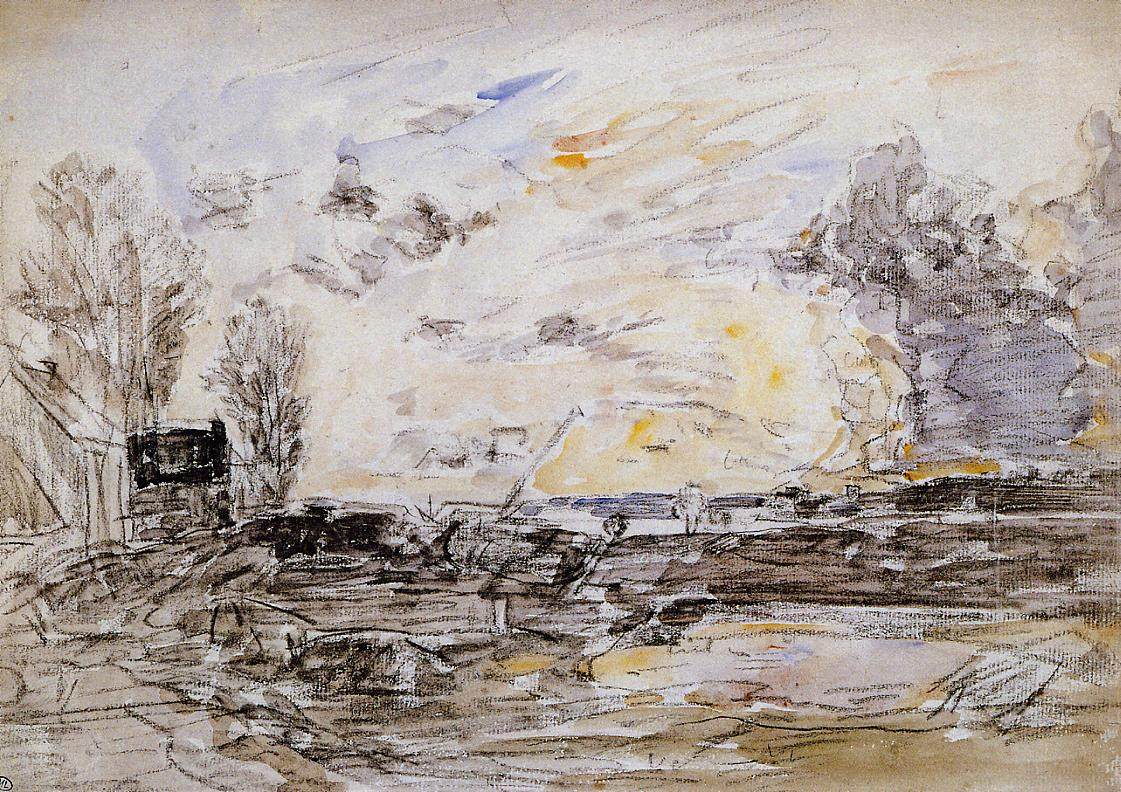
Landscape with Sunset. 1880–90. Watercolour. Musée d'Orsay, Paris.
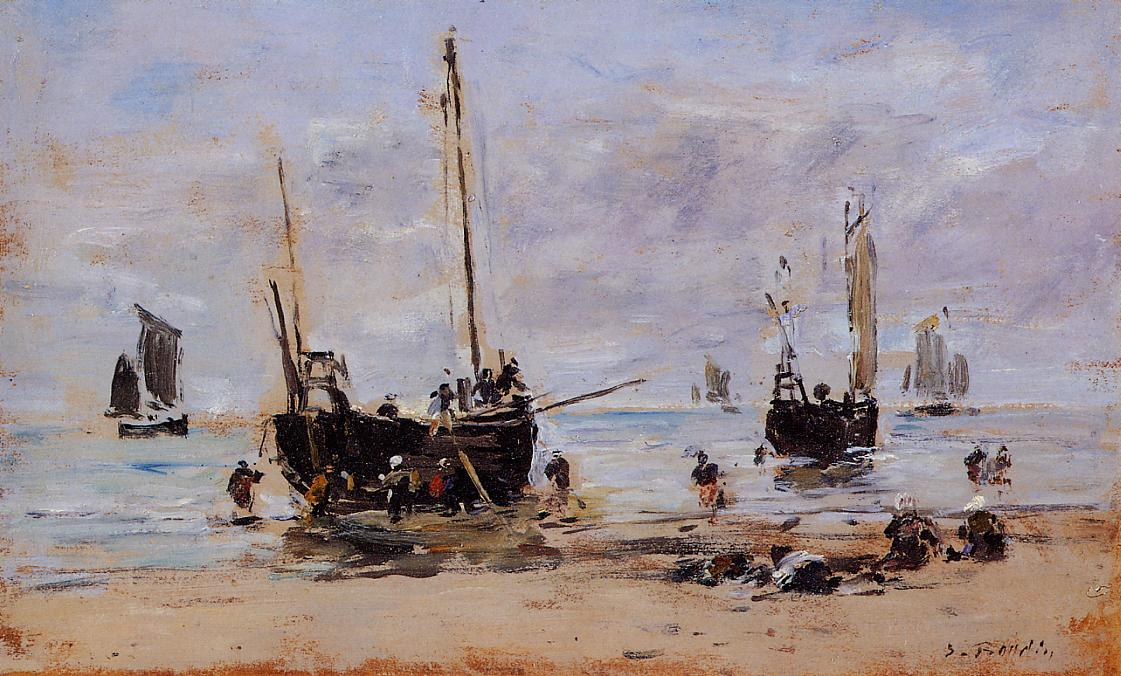
Berck, Fishermen at Low Tide.
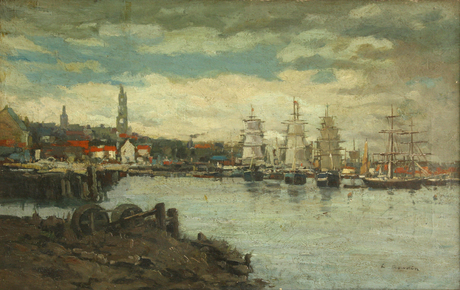
Sea port, National Gallery of Armenia
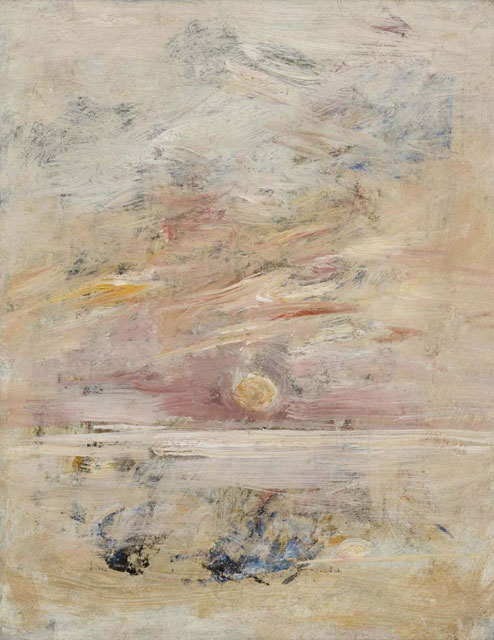
Study of sky, c. 1888-95, Musée Malraux, Le Havre
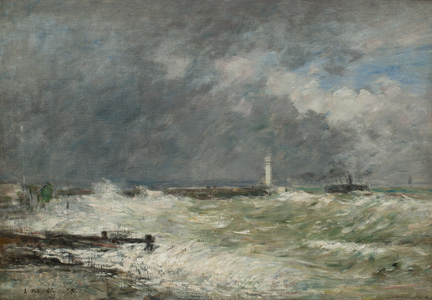
Entrée des jetées du Havre par gros temps, 1895, Musée Malraux, Le Havre